# Красцветмет (предприятие)

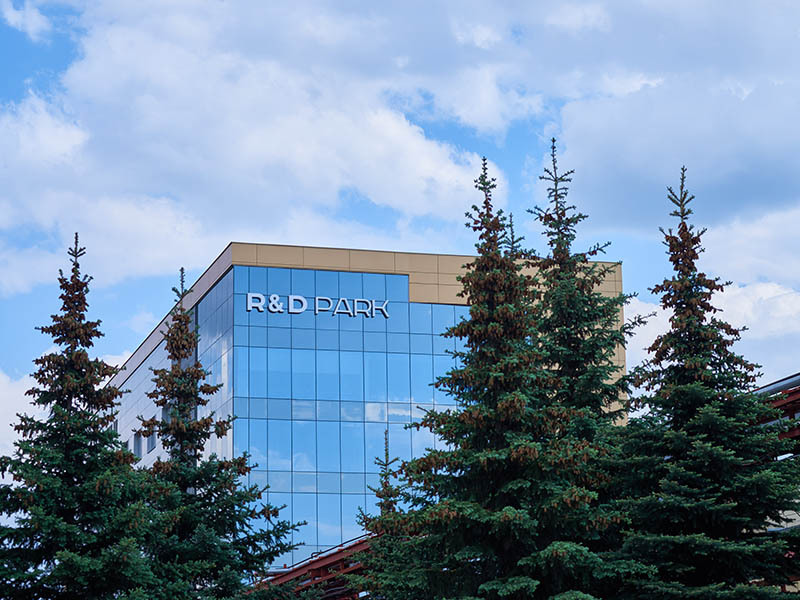
R&D Park

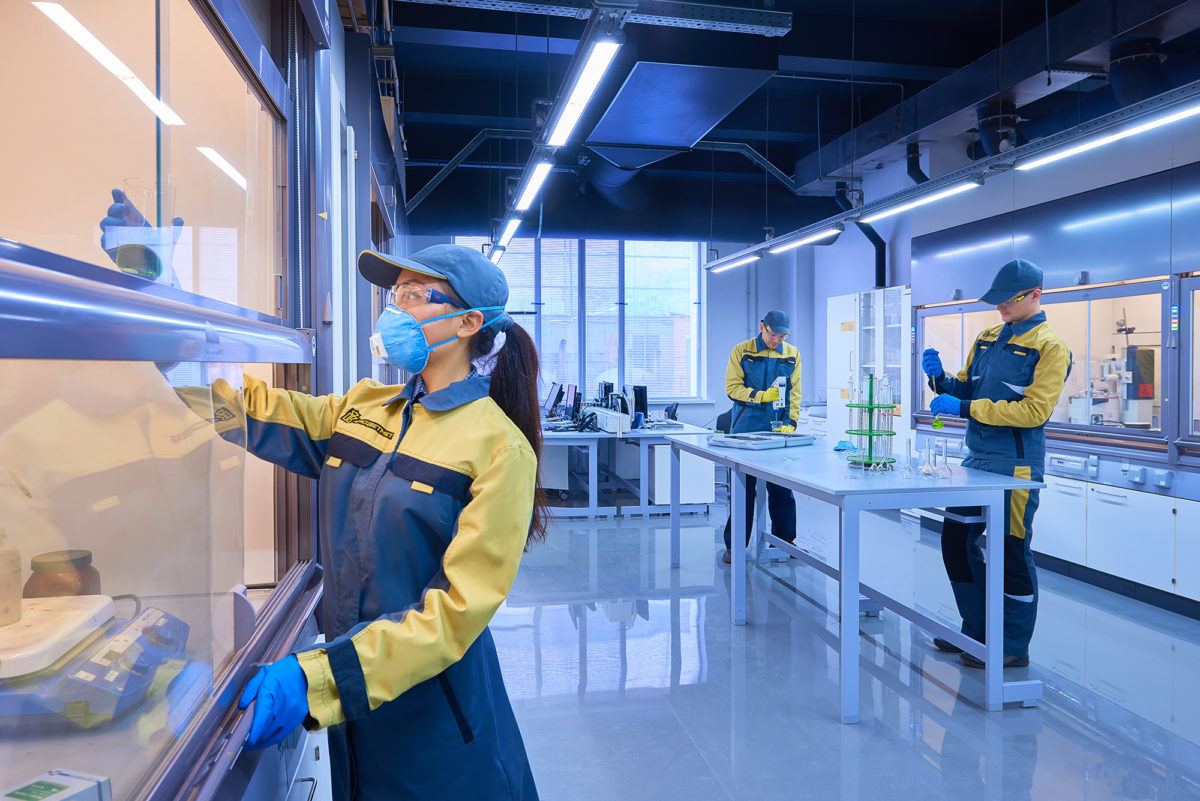
R&D Park

Красцветмет — один из крупнейших в мире производителей восьми драгоценных металлов, а также изделий из них Перерабатывает все виды минерального и вторичного сырья. Продукция Красцветмета соответствует мировым стандартам и включена в списки «Good Delivery» (высокое качество поставки) на международных площадках (Лондон, Нью Йорк, Дубай, Токио).

## История
1939 Принято решение о строительстве Красноярского аффинажного завода
1943 23 марта завод введён в эксплуатацию. Выпущена первая продукция — порошки аффинированной платины и палладия
1947 Освоен процесс плавки слитков платины и палладия
1953 Освоен выпуск всех драгоценных металлов, содержащихся в норильском сырье
1956 Создано производство полупроводниковых материалов (кремния и германия)
1959 Начат выпуск золота в слитках, с содержанием основного металла 99,98—99,99 %
1965 Создана научная база компании — цех заводской науки
1994 Введено в эксплуатацию ювелирное производство
1997 Освоен выпуск аффинированного серебра в слитках и гранулах
2002 Создано производство химических соединений из драгоценных металлов
2004 Начат выпуск технических изделий для промышленного применения
2016 Открыт R&D Park

## Собственники и руководство
100 % акций Красцветмета принадлежат субъекту Российской Федерации — Красноярскому краю.
Общее руководство Компанией осуществляет совет директоров. Текущей деятельностью руководит генеральный директор. Финансово-хозяйственную деятельность контролирует ревизионная комиссия.

## Известные сотрудники
- Гутман, Михаил Ильич — начальник завода с 1939 по 1945 годы.
- Кужель, Николай Дмитриевич — начальник завода с 1945 по 1953 годы.
- Рожков, Павел Иванович — директор завода с 1955 по 1974 годы.
- Грайвер, Борис Михайлович — директор завода с 1974 по 1988 годы.
- Гулидов, Владимир Николаевич — гендиректор с 1988 по 1999 годы.

## Продукция
Аффинажный дивизион
- золото и серебро в стандартных и мерных слитках, гранулах и порошках;
- металлы платиновой группы в слитках и в порошках;
- соединения драгоценных металлов в растворах и порошках, рениевая кислота;
- сопутствующие услуги по логистике, анализу проб, декларированию и финансовым инструментам.

Ювелирный дивизион
Цепи и браслеты машинного плетения (полновесные и пустотелые) из сплавов:
- золота 585 и 750 пробы
- платины 585 и 950 пробы
- палладия 850 пробы
- серебра 925 пробы

Дивизион технических изделий
- каталитические системы, включая катализаторные и улавливающие сетки
- термоэлектродная и термопарная проволока
- мишени из высокопробного серебра для нанесения покрытий
- стеклоплавильные аппараты и фильерные питатели
- лабораторная посуда
- соединения для производства противоопухолевых препаратов
- стандартные образцы драгоценных металлов и аттестованные смеси
- промышленные тигли для оптического стекла
- стандартные образцы для калибровки лабораторного оборудования
- полуфабрикаты из сплавов драгоценных металлов
- сорбенты

## Услуги лаборатории
Лаборатория Красцветмета входит в десятку лучших аналитических лабораторий мира в сфере драгоценных металлов. Квалификация ежегодно подтверждаются успешным участием в международных сличительных испытаниях ASTM и FAPAS.
- аналитический контроль сырья, промпродуктов и готовой продукции
- входной контроль реактивов и материалов
- анализ горных пород, руд и продуктов их переработки
- аналитические услуги по аккредитации для внешних заказчиков
- изготовление аттестованных смесей
- разработка методик количественного химического анализа

## R&D Park
Первая в России инфраструктура создания и трансфера технологий в области драгоценных металлов, платформа для решения совместных задач науки и бизнеса.
R&D Park открыт для российских и иностранных разработчиков, чьи научные и коммерческие интересы лежат в следующих областях:
- переработка сырья
- природоохранные технологии и создание экологического производства
- металлообработка и производство технических изделий с использованием драгоценных металлов

## Санкции
8 ноября 2023 года, на фоне вторжения России на Украину, Красцветмет включён в санкционный список Великобритании против компаний поддерживающих военную экономику России. По данным властей Великобритании, российский рынок золота «тесно связан» с Кремлём, тем самым обеспечивает доход, в том числе для вооружённых сил страны.